# سیارک ۲۳۹۹۴
سیارک ۲۳۹۹۴ (به انگلیسی: 23994 Mayhan، نامگذاری:1999RA14) بیست و سه هزار و نهصد و نود و چهارمین سیارک کشف شده‌است که در ۷ سپتامبر ۱۹۹۹ کشف شد.
قدر مطلق سیارک برابر ۸.۹ است.